# Gąsawa (gmina)
Gąsawa est une gmina mixte du powiat de Żnin, Couïavie-Poméranie, dans le centre-nord de la Pologne. Son siège est le ville de Gąsawa, qui se situe environ 10 km au sud de Żnin et 43 km au sud-ouest de Bydgoszcz.
La gmina couvre une superficie de 135,7 km2 pour une population de 5 235 habitants.

## Géographie
Les villes de la gmina de Gąsawa sont Gąsawa
Les villages de la gmina de Gąsawa sont Annowo, Biskupin, Chomiąża Szlachecka, Drewno, Gąsawa, Głowy, Godawy, Gogółkowo, Komratowo, Laski Małe, Laski Wielkie, Łysinin, Marcinkowo Dolne, Marcinkowo Górne, Nowawieś Pałucka, Obudno, Oćwieka, Piastowo, Pniewy, Rozalinowo, Ryszewko,Szelejewo et Wiktorowo.
La gmina est bordée par les gminy de Dąbrowa, Dobrzeń Wielki, Lewin Brzeski, Lubsza, Pokój, Skarbimierz et Świerczów.